# 奥隆阿波
奧隆阿波（英語：Olongapo）是菲律宾中央吕宋三描礼士省的一个港口城市，位于吕宋岛苏比克湾沿岸，下辖17个镇，2007年人口是227,270人，共50,300户。大部分信仰罗马天主教，主要语言为他加禄语、邦板牙语、伊洛卡诺语和宿务语。有明显的干湿季。